# Matilde Escalas
Matilde Escalas i Chamení (Palma, 1870 - 2 de febrero de 1936) fue una compositora, intérprete y pedagoga española. 

## Biografía
Hija de Jaume Escalas, apoderado de banca, y de Rosa Chamení. Junto a sus siete hermanos, fue educada en un ambiente cultural refinado. Ella y su hermana Victòria heredaron la afición por la lírica y el canto de su progenitor. Rosina y Jaume tocaban el piano y el clarinete respectivamente. Fèlix alternó la pintura y la escritura, aunque profesionalmente fue conocido como político y financiero.Su hermana Catalina estuvo casada con el compositor y musicólogo Antoni Pol i Juan, con quien Matilde mantuvo una gran amistad.El musicólogo i flautista Romà Escalas es su sobrino nieto. 
Por su parte, ella destacó en el ámbito musical, componiendo e interpretando. También se dedicó a la pedagogía.
Desde pequeña mostró aptitudes artísticas. Comenzó sus estudios en Palma de Mallorca y los amplió en Barcelona, donde a partir de 1882 estudió composición con el maestro Felipe Pedrell. Durante su paso por la ciudad condal estableció lazos con el ambiente bohemio del movimiento de la denominada Renaixença, conociendo al compositor Isaac Albéniz y a otros artistas como Santiago Rusiñol, quien mantuvo una gran amistad con Matilde y su familia.Con él asistió a las veladas musicales y artísticas celebradas en el café Els Quatre gats, donde se reunían con otras personalidades del mundo del arte. Ambos compartieron vivencias y alojamiento en París, Barcelona e incluso en Cau Ferrat, la casa-taller que el pintor poseía en Sitges.
También vivió en París, donde conoció a Erik Satie. Según parece el compositor francés y Albéniz la introdujeron en el ambiente musical de la Schola Cantorum y de los editores franceses que publicaron algunas de sus obras.
El 1903 se casó con Antoni Rosselló Sendra. El matrimonio duró poco tiempo, divorciándose pronto. Se inició entonces una época gris y desconocida en su biografía. A su muerte, dejó el legado de sus bienes (música y propiedades) a su cuñada, Maria Teresa Fàbrega, esposa de Fèlix Escalas i Chamení.

## Obra[2]
Se han conservado pocas composiciones musicales. Buena parte desapareció en un incendio que asoló la casa de su hermano Fèlix, borbardeada durante la Guerra Civil. Compuso algunas obras para la Orquestra Escalas, dirigida por Joan Escalas, compositor y flautista.
- A la Verge Maria. Dedicada a la seva deixeble A. Matheu. (ed. 2021)
- Agosto, romanza para tenor y piano. Letra: Francesco Mazzini. (ed. 2021)
- Amore; A te...! (1896), romanza para piano. Letra: Rosina Escalas i Chamení
- Aubade=Alborada (1900), para piano. Dedicada a Blas Becerra.
- Lo brot de romaní (ed. 2021)
- Brumas
- Canto escolar (ed. 2021)
- Coeur brisé. Dedicada a Bairthe Pina. (ed. 2021)
- Consolatrix optima, cant religiós. (ed. 2021)
- Desiderio, romanza
- Enyorança (ed. 2021)
- Flor de lliri, para voz y piano. Letra: Frederic Soler. Dedicada a Pepita P. Martí.
- Hora baixa=Al atardecer (1906), para voz y piano
- Luisita, americana para piano. [Autoría dudosa]
- Nocturn. Letra: Miquel dels Sants Oliver. (ed. 2021)
- Notte d'amore, romança. Letra: Matilde Escalas. (ed. 2021)
- Otoño
- Pensiero. Letra: [Maria Borgese, Comtessa Lara]. (ed. 2021)
- Per què t'he conegut...? Letra: Bartomeu Obrador. Dedicada a Teresa Rotger.  (ed. 2021)
- Un revê, vals Boston (ed. 2021)
- Serenata española, para piano
- Stanley (1906), vals para piano
- Tempo perso, romanza. Letra: A.B. (ed. 2021)
- La vida, himno a dos voces. Letra: Jaume Massó i Torrents (ed. 2021)